# Dreilägerbach mit Vorbecken und Steinbach
Das Naturschutzgebiet Dreilägerbach mit Vorbecken und Steinbach liegt im Gebiet von Roetgen.

## Beschreibung

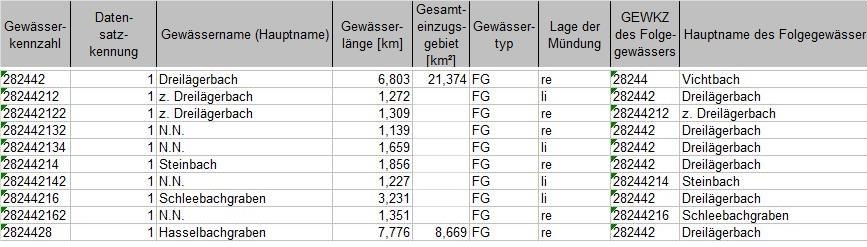
Der Dreilägerbach und seine Zuflüsse

Zu dem Gebiet gehören der Dreilägerbach und seine Nebenbäche sowie die angrenzenden Ufer- und Waldbereiche, vor allem Eichenwald. Der Bachlauf ist unverbaut mit einem Schotterbett und einzelnen Felsblöcken, Auskolkungen und Sohlenabstürzen. Der Oberlauf mäandriert und ist tief eingeschnitten. Abschnittweise an den Ufern sind alte Erlenstöcke und Erlen-Moorbirken-Sumpfwälder. Bei der Mündung in die Dreilägerbachtalsperre ist ein kleiner vernässter Erlenmischwald. Von Osten münden zwei naturnahe Bachläufe in den Dreilägerbach. Der südliche Zulauf ist ein Quellbach, der durch ein Kerb bis Kerb-Sohlental fließt. Der nördliche Seitenbach liegt in einer tiefer eingeschnittenen Erosionsrinne und weist nahezu keine bachtypische Begleitvegetation auf. Im Südwesten ist ein etwa 20 Hektar großes Gebiet mit strukturreichem bodenfeuchten Eichenbestand mit mittleren bis älteren Bäumen. Neben Fichtenforsten sind auch kleinflächige Birken-, Erlen- und Buchenparzellen zu finden.

## Schutzzweck
Geschützt werden sollen die Lebensräume für vieler nach der Roten Liste gefährdeten Pflanzen, Pilze und Tiere in NRW.
Die Ziele sind die Erhaltung und die Entwicklung folgender natürlicher Lebensräume gemäß Anhang I der FFH-Richtlinie:
Diese zu schützenden Biotoptypen sind in diesem Gebiet anzutreffen: Quellen,  natürliche und naturnahe Gewässer, Bruch und Moorwald.